# ۲۹ پی اشواسمان-وخمن
۲۹ پی اشواسمان-وخمن (انگلیسی: 29P/Schwassmann–Wachmann) همچنین شناخته شده با نام اشواسمان-وخمن ۱ دنباله‌داری است که در ۱۵ نوامبر سال ۱۹۲۷ توسط فریدریش کارل آرنولد اشواسمان و آرنو آرتور وخمن، اخترشناسان آلمانی در رصدخانه هامبورگ برگدورف کشف شد.
این دنباله‌دار از جهاتی کاملاً غیرعادی است به دلیل آنکه در حالی که معمولاً در قدر ۱۶ معلق است به‌طور ناگهانی دچار طغیان می‌شود. چنین شدت طغیان متغیری (فرکانس متغیر ۷/۳ در هر سال) باعث می‌شود که ۲۹ پی اشواسمان-وخمن بین قدر ۱ تا ۵ درخشنده‌تر باشد. شدت درخشندگی نیز در طول ۱ یا ۲ هفته محو می‌گردد. قدر این دنباله‌دار متناوب از ۱۸ تا ۱۰ است. در ۱۴ ژانویه ۲۰۲۱، «۲۹ پی اشواسمان-وخمن» در روشنایی با قدر ۱۶/۶ تا ۱۵/۰ مشاهده شد. طغیان‌ها بسیار ناگهانی هستند و در عرض ۲ ساعت به حداکثر می‌رسند که می‌تواند نشان‌دهندهٔ منشأ یخ فشانی آنها باشد.
دنباله‌دار «۲۹ پی اشواسمان-وخمن» عضوی از اجرام آسمانی نسبتاً جدید سانتور می‌باشد که دست‌کم، ۵۰۰ مورد از آنها شناخته شده‌است. ستاره‌شناسان بر این باور هستند که سانتورها اخیراً از کمربند کویپر به سمت داخل کشیده شده‌اند. چنین به نظر می‌رسد که برخی از سانتورها به صورت پویا و حتی شاید فیزیکی با ۲۹ پی اشواسمان-وخمن مرتبط باشند. قطر هسته (دنباله‌دار) ۷٫۴±۶۰٫۴ کیلومتر تخمین زده می‌شود.